# Екатеринославская конница

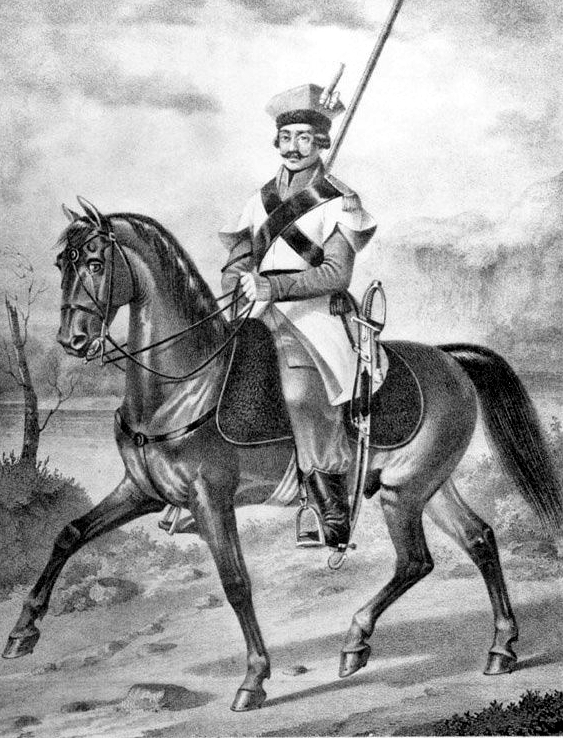
Рядовой Екатеринославского Пикинёрного полка, с 1776 по 1784 год. (28.06.1783 полк был передан на сформирование Павлоградского легкоконного полка.)

Екатеринославская конница — территориальное кавалерийское войсковое соединение Русской армии, составленное из восьми (впоследствии девяти) полков, предназначенная с Украинской конницей для охранения и обороны Днепровской оборонительной линии и поселений Новороссии, от османов, перекопских и крымских татар.
Личный состав Екатеринославской конницы комплектовался жителями Новороссии и Малороссии, а каждый полк был 6-ти эскадронного состава и имел штаб. Нижние чины, служившие в этих полках, по сравнении с прочими войсками Вооружённых силы Российской империи, пользовались значительным преимуществом: срок службы для них был только 15-ти летний, а кто оставался на сверхсрочную службу награждались особой золотой и серебряной медалями.

## История
Екатеринославская конница образована 28 июня 1783 года князем Григорием Александровичем Потёмкиным из восьми поселённых гусарских и пикинёрных полков, переформированных в легкоконные, и Екатеринославского кирасирского полка.
25 января 1788 года были Высочайше учреждены во всех легкоконных полках команды конно-егерей по 65 человек. Такая же команда существовала и в период с 31 января 1788 года по 27 сентября 1789 года при Екатеринославском кирасирском полку.
Конница упразднена 2 июня 1796 года (в другом источнике указано 29 ноября 1796 года) в период Всероссийского Император Павла Первого, при этом четыре полка были расформированы, и их личный состав пошёл на доукомплектование полевых полков, шесть переименованы в гусарские, а один в кирасирский.

## Состав
- Александрийский легкоконный полк, сформирован из Македонского и Далматского гусарских полков;
- Херсонский легкоконный полк, сформирован из Венгерского и Молдавского гусарских полков;
- Ольвиопольский легкоконный полк, сформирован из Сербского и Болгарского гусарских полков;
- Константиноградский легкоконный полк, сформирован из Иллирического и Волошского гусарских полков;
- Павлоградский легкоконный полк, сформирован из Днепровского и Екатеринославского пикинёрных полков;
- Мариупольский легкоконный полк, сформирован из Луганского и Полтавского пикинёрных полков;
- Елисаветградский легкоконный полк, сформирован из Херсонского и Елисаветградского пикинёрных полков;
- Таврический легкоконный полк, переименован из Славянского гусарского полка;
- Екатеринославский кирасирский полк;
- Полтавский легкоконный полк (с 1786 года), сформирован из Малороссийского и Полтавского казачьих полков.

## Вооружение и снаряжение
Вооружение и снаряжение военнослужащего легкоконного полка Екатеринославской конницы составляли:
- карабин;
- пистолеты;
- сабля в металлических ножнах;
- кожаная ташка.

## Обмундирование
Обмундирование военнослужащего легкоконного полка Екатеринославской конницы состояло из:
- синей суконной куртки с красным воротником, обшлагами и лацканами;
- красные шаровары, обшитых внизу кожаными крагами;
- поярковая каска, с белым плюмажем.

Цвет полкового прибора: все металлические части, погоны, аксельбанты, плюмаж, на каске, были белого цвета.